# Осинівські піщаники
Осинівські піщаники — геологічна пам'ятка природи місцевого значення в селі Осинове Новопсковського району Луганської області України. Площа об'єкту становить 5 га. Рідкісне відслонення конгломератів з еоценовою морською фауною (гастроподи, двостулкові) на правому схилі долини річки Айдар (басейн Сіверського Дінця).

## Опис
Внаслідок роботи кар'єру на місці колишніх розрізнених відслонень розкритий розріз піщаної товщі. Товща представлена строкатозабарвленими, нешаруватими, горизонтальношаруватими та косошаруватими пісками, в основі залягають лінзи кварцитоподібних пісковиків. Загальна потужність розрізу більше 15 м. Розріз являє собою одне з небагатьох в Україні місць, де сконцентровані органічні залишки палеогену, зокрема численні ядра молюсків. Вони містяться в унікальних утвореннях конгломератів, які складаються із гальки, зцементованої кремнієвою породою, яка перетворилася на кварцитоподібний пісковик. Нижче залягають палеоценові відкладення з багатою викопною флорою. Власне утворення конгломератів з «осинівським комплексом фауни», завдяки котрим було виділено геологічну пам'ятку — внаслідок роботи кар'єру, не збереглися.
Потребує нагляду.

## Осинівська викопна флора
Лінзи кварциту і кварцитоподібного пісковика містять залишки флори у вигляді опалізованної деревини, гілок, шишок, відбитків листя, уламки стовбурів. Цільні зразки мають діаметр до 10 см. Довжина найбільшої гілки склала 80 см. Відомі знахідки фрагментів стовбурів до 50 см у діаметрі під час розробки кар'єру. Більша частина знахідок голонасінні (Taxodium, Sequoia), лише один зразок покритонасінних. Крім того знайдені були фрагменти болотних рослин (очерету). Цікавими є вкорінені в серцевині паростки голонасіних. Велика частина деревини має ходи. Частіше це ходи комах, в яких знаходяться різних розмірів копроліти. Зустрічаються також ходи молюсків Teredo розміром від 6 до 10 мм, заповнені піском зцементованим опалом, халцедоном. Деревина не має кори, що є типовим для топляка на узбережжі. Згідно з палеографічними картами берегова зона в палеоцені розміщувалась за декілька десятків км на північ.

## Охорона
Відоме геологам з XVIII століття. Під охорону узято згідно з рішенням виконкому Луганської обласної Ради народних депутатів № 72 від 4 лютого 1969 року, рішенням виконкому Ворошиловградської обласної Ради народних депутатів № 247 від 28 червня 1984 року. Має велике палеонтологічне науково-пізнавальне значення, потребує нагляду. Землі об'єкту знаходяться у віданні Осинівської сільської ради місцевих депутатів.

## Галерея

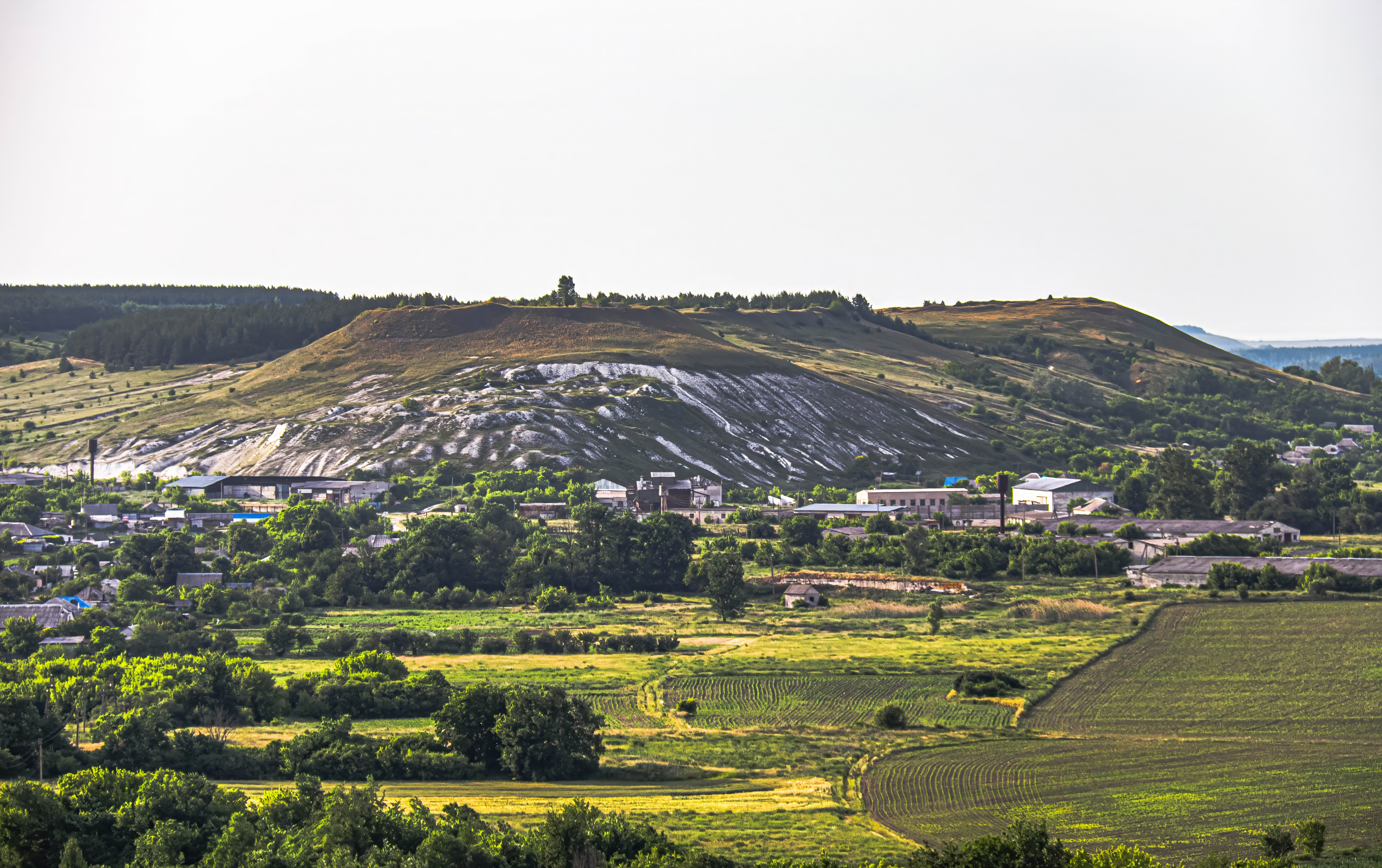
Панорама памятки
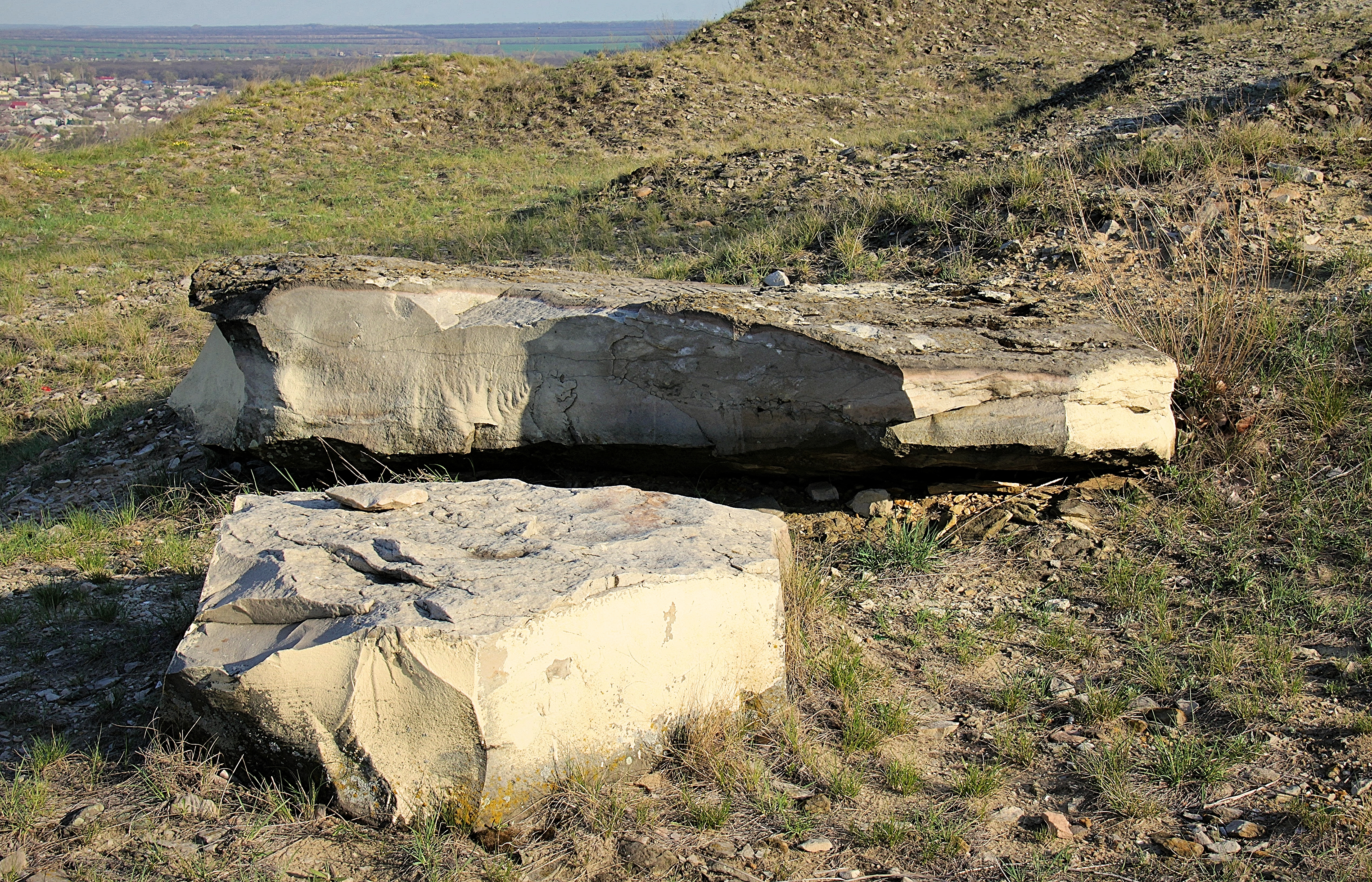
Кам'яні брили Осинівських піщаників
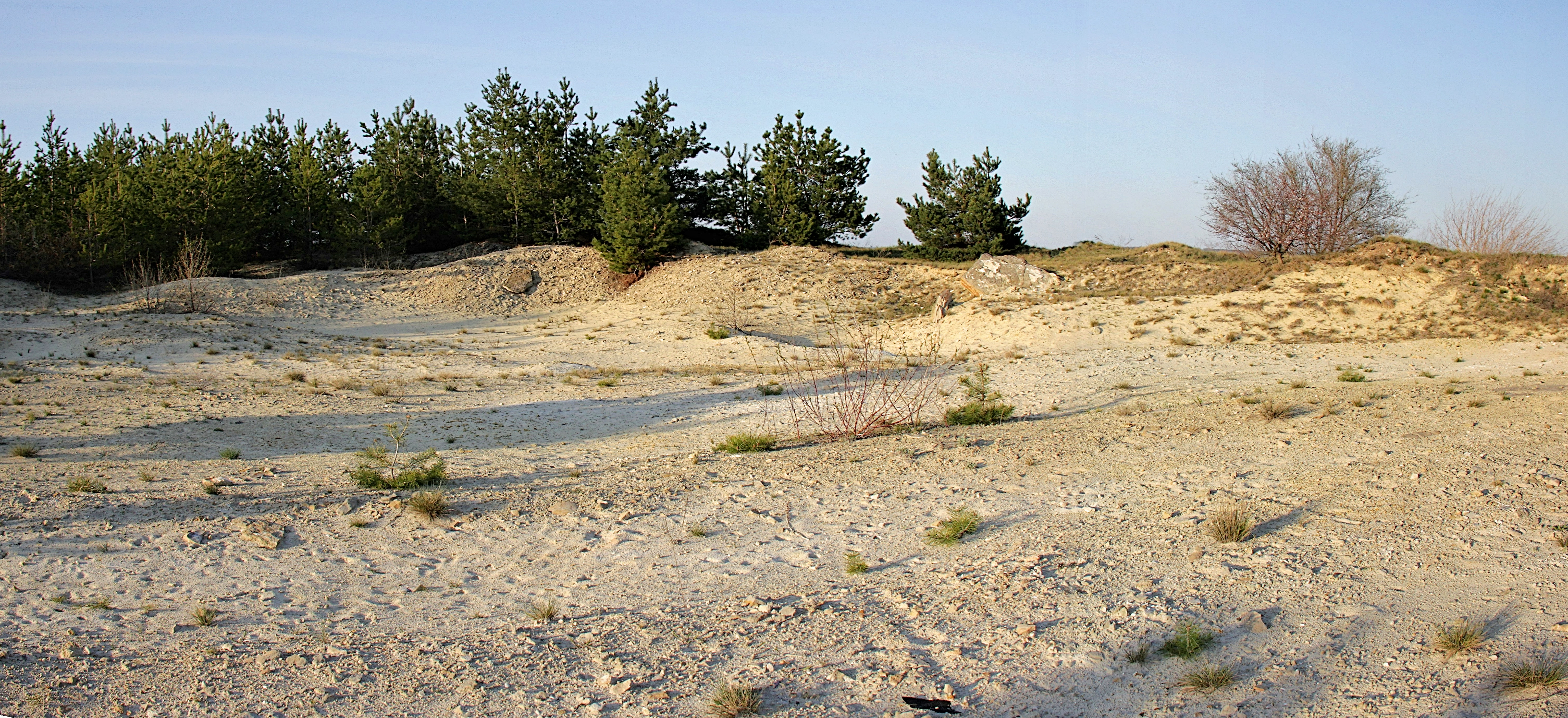
Пісок Осинівських піщаників